# Gunnera killipiana
Gunnera killipiana är en gunneraväxtart som beskrevs av Cyrus Longworth Lundell. Gunnera killipiana ingår i släktet gunneror, och familjen gunneraväxter. Inga underarter finns listade.